# Makali State Forest, Channapatna
Makali State Forest là một làng thuộc tehsil Channapatna, huyện Ramanagara, bang Karnataka, Ấn Độ.